# Хакани, Хисен
Хисен Хакани (алб. Hysen Hakani ; 28 июля 1932, Берат — 7 февраля 2011, Тирана) — албанский кинорежиссёр
 и сценарист. Автор первого в Албания короткометражного фильма «Fëmijët e saj» (1957).

## Биография
Выпускник художественной средней школы имени Джордана Мисья. Изучал режиссуру на факультете кино и телевидения Академии исполнительских искусств в Праге.
Там же в 1956 году по собственному сценарию снял свой первый фильм «Hotel Pokrok» («Отель Покрок»). В 1958 году защитил диплом Пражского университета. После начал работать на киностудии New Albania Film Studio (алб. Kinostudio Shqiperia e Re).
Сначала снимал короткометражные фильмы, а также фильмы о первых международных матчей сборной Албании по футболу. Является режиссёром и сценаристом одного из первых албанских фильмов — «Её дети» («Fëmijët e saj», 1957). Первым художественным фильмом Хакани стал «Дебатик» («Debatik», 1961 года.
Автор 5 киносценариев и режиссёр 11 художественных и 10 документальных фильмов.
С 1984 года занимался архивированием албанских фильмов.

## Фильмография
Художественные фильмы
- 1957: Fëmijët e saj («Её дети»)
- 1961:Дебатик
- 1964: Toka jonë (Наша земля)
- 1966: Oshëtime në bregdet (Шум моря)
- 1969: Партизанский отряд / Njësiti guerril
- 1972: Ndërgjegja (Совесть)
- 1977: Cirku në fshat (Цирк в селе)
- 1979: Mysafiri (Гостьć)
- 1980: Një ndodhi në port (Zdarzenie w porcie)
- 1981: Plaku dhe hasmi (Старик и враг)
- 1984: Lundrimi i parë (Первый рейс)

Документальные фильмы
- 1956: Hotel Pokrok («Отель Покрок»)
- 1957: Futboll: Shqipëri-Gjermani (Футбол: Албания-Нермания)
- 1959: Këndojmë e vallzojmë (Поём и танцуемy)
- 1959: Festa e shëndetit, forcës dhe bukurisë (Праздник здоровья, силы и красоты)
- 1964: Kronikë ngjarjesh (Хроника событий)
- 1967: Lart flamujt e kuq (Красное знамя вверх)
- 1974: Muslim Peza (Муслим Пеза)
- 1976: Gjithmonë të gatshëm (Всё готово)
- 1976: Më shpejt, më lart, më larg (Быстрей, выше, дальше)